# Xã Newark, Quận Marshall, Nam Dakota
Xã Newark (tiếng Anh: Newark Township) là một xã thuộc quận Marshall, tiểu bang Nam Dakota, Hoa Kỳ. Năm 2010, dân số của xã này là 109 người.